# Gerd Anthoff

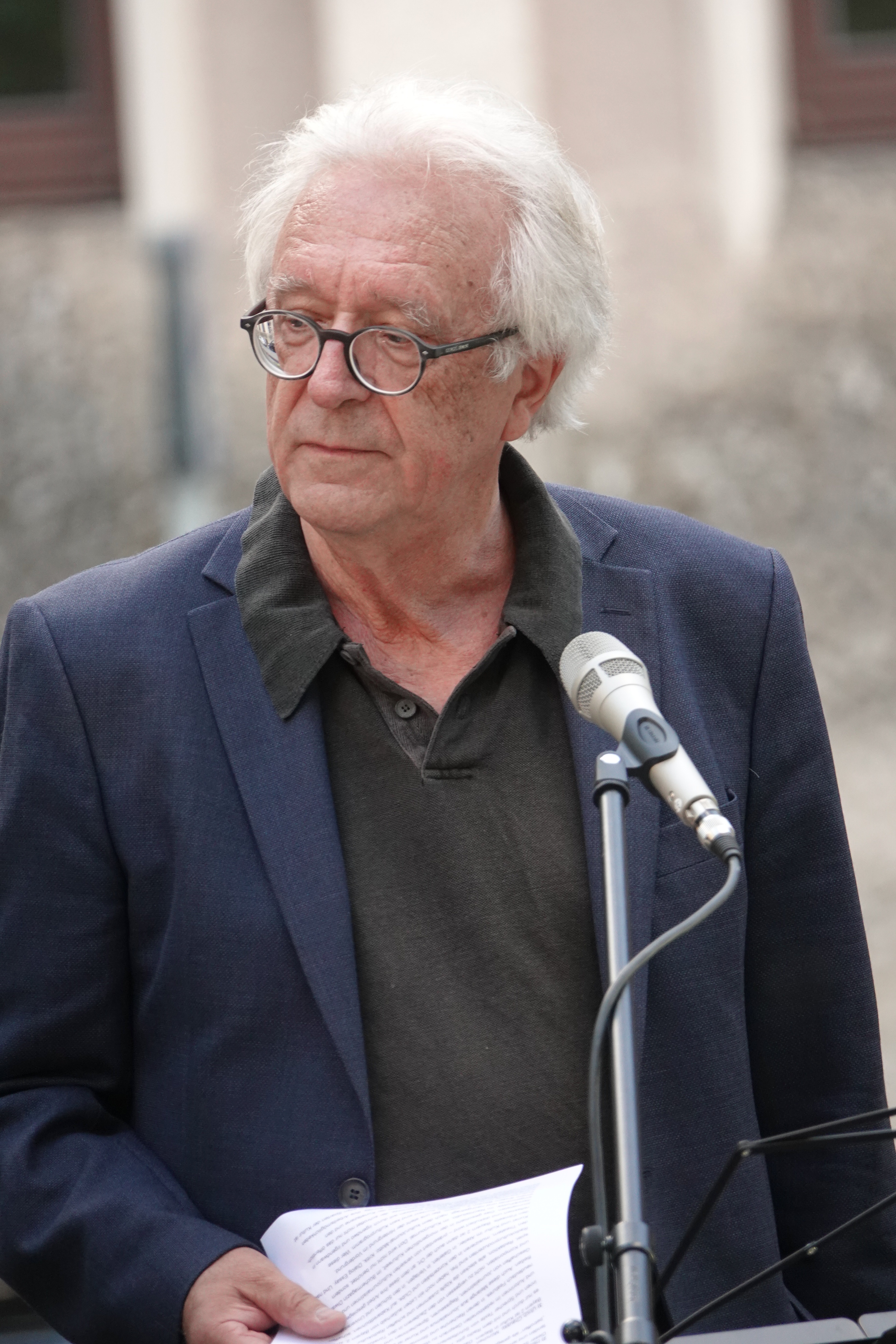
Gerd Anthoff 2023

Gerd Anthoff (* 12. August 1946 in München) ist ein deutscher Fernseh-, Theater- und Volksschauspieler.

## Leben
Gerd Anthoff, der im Münchner Westend aufwuchs, kam über eine Tante, die als Garderobenfrau am Residenztheater arbeitete, schon früh mit dem Theater in Berührung. Bereits als Jugendlicher nahm er Schauspielunterricht; mit 18 erhielt er von 1964 bis 1967 vom Bayerischen Rundfunk ein Stipendium, mit dem Schauspieler mit bairischem Dialekt gefördert werden. In dieser Zeit lernte Anthoff unter anderem bei Peter Rieckmann, Fritz Straßner und Gustl Bayrhammer.
1967 begann seine Theaterkarriere mit Engagements am Bayerischen Staatsschauspiel, an den Münchner Kammerspielen und am Münchner Volkstheater, bevor er 1970 festes Ensemblemitglied am Bayerischen Staatsschauspiel wurde und dort u. a. 27 Jahre lang in etwa 950 Vorstellungen des Theaterstücks Der Brandner Kaspar und das ewig’ Leben von Kurt Wilhelm den Nantwein gab.
Ab 1987 trat Anthoff auch im Fernsehen auf, so in der Serie Der Alte (Wie das Leben so spielt), oder 1989, als er die Titelrolle in der Joseph-Filser-Reihe des Bayerischen Fernsehens erhielt. Seither wirkte er u. a. in den BR-Serien Löwengrube als Kriminaloberinspektor Deinlein, Die Hausmeisterin und Café Meineid mit. Deutschlandweit bekannt wurde er spätestens in der Rolle des umtriebigen Unternehmers Toni Rambold in der Sat.1-Serie Der Bulle von Tölz. In der Fernsehserie Unter Verdacht spielte er in 30 Folgen von 2002 bis 2019 als Dr. Claus Reiter den gerissenen und korrupten Leiter der Abteilung für die Untersuchung interner Delikte. Er verkörperte häufig hemdsärmelige Unternehmer oder Behördenleiter, die mit betont jovialem Auftreten ihre krummen Geschäfte und Intrigen zu überspielen versuchen. 1995 erhielt er den Bayerischen Fernsehpreis für Über Kreuz und 2003 den Adolf-Grimme-Preis für die Auftaktfolge der Reihe Unter Verdacht: Verdecktes Spiel.

## Filmografie
- 1969: Der Mann mit dem goldenen Pinsel
- 1970: Die seltsamen Methoden des Franz Josef Wanninger (Fernsehserie, Folge Zwangsvorstellung)
- 1972: Eisenwichser
- 1975: Der Brandner Kaspar und das ewig’ Leben (Theateraufzeichnung)
- 1976: Der Komödienstadel – Der verkaufte Großvater
- 1981: In der Sache J. Robert Oppenheimer (Theateraufzeichnung)
- 1982: Vergiftet oder arbeitslos?
- 1986: Weißblaue Geschichten (Fernsehserie, 2 Folgen)
- 1987: Professor Bernhardi (Theateraufzeichnung)
- 1987–2004: Der Alte (Fernsehserie, verschiedene Rollen, 6 Folgen)
- 1988: Zur Freiheit (Fernsehserie, 2 Folgen)
- 1988–1995: Derrick (Fernsehserie, verschiedene Rollen, 5 Folgen)
- 1989: Joseph Filser – Bilder aus dem Leben eines Bayerischen Abgeordneten (Fernsehserie, 13 Folgen)
- 1990–1992: Löwengrube (Fernsehserie, 22 Folgen)
- 1992: Die Hausmeisterin (Fernsehserie, 5 Folgen)
- 1992–2003: SOKO 5113/SOKO München (Fernsehserie, verschiedene Rollen, 5 Folgen)
- 1993–1994: Wildbach (Fernsehserie, 2 Folgen)
- 1994: Die goldene Gans
- 1995: Über Kreuz
- 1995, 1999: Café Meineid (Fernsehserie, verschiedene Rollen, 2 Folgen)
- 1996: Und keiner weint mir nach
- 1996: Tatort – Aida (Fernsehreihe)
- 1996–2009: Der Bulle von Tölz (Fernsehreihe, 18 Folgen)
- 1999: Geschichten aus dem Nachbarhaus
- 1999, 2001: Siska (Fernsehserie, verschiedene Rollen, 2 Folgen)
- 2000: Einmal leben
- 2002–2019: Unter Verdacht (Fernsehreihe)
- 2003: Geschichten aus dem Nachbarhaus: Pauline & Co.
- 2004: SOKO Kitzbühel (Fernsehserie, Folge Der Tote aus dem Eis)
- 2004: München 7 (Fernsehserie, Folge Auf und davon)
- 2004–2006: Zwei am großen See (Fernsehreihe) → siehe Episodenliste
- 2007: Grüß Gott, Herr Anwalt
- 2008: Die Rosenheim-Cops (Fernsehserie, Folge Tödliches Licht)
- 2008–2009: Der Kaiser von Schexing (Fernsehserie, 24 Folgen)
- 2010: Bergblut
- 2012: Das Traumschiff: Bali (Fernsehreihe)
- 2012: Schafkopf (Fernsehserie, 6 Folgen)
- 2013: Im Schleudergang (Fernsehserie, 6 Folgen)
- seit 2019: Reiterhof Wildenstein (Fernsehreihe) → siehe Besetzung
- seit 2023: Frühling (Fernsehreihe)
  - 2023: Das Mädchen hinter der Tür
  - 2023: Lauf weg, wenn du kannst
  - 2024: Wenn die Zeit stehen bleibt
- 2024: Watzmann ermittelt (Fernsehserie, Folge Der letzte Tusch)

## Hörspiele
- 2000: Gordian Beck: Lauter nette Menschen. Regie: Christoph Dietrich (Kriminalhörspiel; BR)

## Auszeichnungen (Auswahl)
- 1995: Bayerischer Fernsehpreis, für Über Kreuz
- 2003: Adolf-Grimme-Preis, für Unter Verdacht
- 2010: Bayerischer Verdienstorden
- 2011: Medaille „München leuchtet“ in Gold, für seine hervorragenden Leistungen als bayerischer Fernseh-, Theater- und Volksschauspieler
- 2013: Pro meritis scientiae et litterarum